# ملوی (رمان)
مُلوی رمانی اثر ساموئل بکت است که ابتدا به فرانسوی نوشته شد و در سال ۱۹۵۱ در پاریس انتشار یافت. نسخهٔ انگلیسی آن نیز در سال ۱۹۵۵ با همکاری بکت و پاتریک بولز به چاپ رسید.

## مُلوی، بخشی از سه‌گانه
مُلوی اولین رمان از سه رمانی است که در ابتدا بین سال‌های ۱۹۴۷ و ۱۹۵۰ در پاریس نوشته شده است. این مجموعه که شامل «مالون می‌میرد» و «ننامیدنی» نیز می‌شود، به‌طور کلی با نام «سه‌گانه» یا «سه‌گانهٔ بکت» شناخته می‌شود. بکت هر سه کتاب را به فرانسوی نوشت و سپس، به‌جز همکاری با پاتریک بولز در ترجمهٔ «مُلوی»، خود به‌تنهایی مسئولیت ترجمهٔ آثارش به زبان انگلیسی را برعهده گرفت؛ کاری که او برای اکثر نمایشنامه‌هایش نیز انجام داد. همان‌طور که پل استر توضیح می‌دهد، «ترجمه‌های بکت از آثار خودش هرگز بازآفرینی‌های کلمه‌به‌کلمه و کاملاً وفادار به متن اصلی نیست. این ترجمه‌ها بازآفرینی‌های آزاد و بسیار مبتکرانه‌ای از متن اصلی است ــ یا شاید دقیق‌تر بگوییم، «بازگشت» از یک زبان به زبان دیگر، از یک فرهنگ به فرهنگ دیگر است. در واقع، او هر کتاب را دو بار می‌نوشت، و هر نسخه نشانگر ردپای غیرقابل انکار خود است.» این سه کتاب مرتبط از نظر موضوعی، کمدی‌های اگزیستانسیالیستی تاریکی هستند «که موضوع ظاهری آن‌ها مرگ است»، اما همان‌طور که سلمان رشدی می‌گوید، «در واقع کتاب‌هایی دربارهٔ زندگی‌اند، نبرد مادام‌العمر زندگی علیه سایه‌اش، نمایش زندگی نزدیک به پایان نبرد، با تمام زخم‌هایی که در طول عمر بر جای گذاشته است.» با پیش‌رفتن کتاب‌ها، نثر به‌طور فزاینده‌ای برهنه و ساده می‌شود و همان‌طور که بنجامین کانکل اشاره می‌کند، آن‌ها «به‌دلیل چیزهایی که حذف شده‌اند، در تاریخ رمان مشهور گشته‌اند: ابزارهای رمان‌نویسی معمول مانند پیرنگ، صحنه‌ها و شخصیت‌ها. … به‌نظر می‌رسد در این‌جا، معادل رمان‌نویسیِ نقاشی انتزاعی را شاهد هستیم.»

## خلاصهٔ داستان
در نگاه اول، کتاب به‌نظر دربارهٔ دو شخصیت متفاوت است که هر دو در کتاب تک‌گویی درونی دارند. با پیش‌رفتن داستان، این دو شخصیت تنها از طریق نام از هم قابل تشخیص می‌شوند، زیرا تجربیات و افکارشان مشابه است. رمان در مکانی نامشخص روایت می‌شود که اغلب با ایرلند، زادگاه بکت، همسان‌سازی می‌شود.
بخش اعظم قسمت اول از تفکرات درونی مُلوی درهم‌آمیخته با رویدادهای داستانی شکل گرفته است. این بخش به دو پاراگراف تقسیم می‌شود: پاراگراف اول کمتر از دو صفحه طول دارد؛ پاراگراف دوم بیش از هشتاد صفحه است. در پاراگراف اول، تصویری مبهم از محیطی که مُلوی در آن می‌نویسد به ما داده می‌شود. به ما گفته می‌شود که او اکنون در اتاق مادرش زندگی می‌کند، هرچند به‌نظر می‌رسد فراموش شده است که او چگونه به آن‌جا رسیده است یا این‌که مادرش قبل از اقامت او یا در طول آن مرده است. همچنین مردی هر یکشنبه می‌آید تا نوشته‌های مُلوی را بگیرد و نوشته‌هایی را که هفتهٔ قبل برده بود، با «علامت‌گذاری‌هایی» برگرداند، هرچند مُلوی هرگز زحمت خواندن‌شان را به خود نمی‌دهد. او هدف خود را از نوشتن، «حرف‌زدن از چیزهایی که باقی مانده، خداحافظی‌کردن [با آن‌ها]، تمام‌کردن مردن» توصیف می‌کند. در پاراگراف دوم، او سفری را توصیف می‌کند که مدتی قبل از آمدن به آن‌جا برای پیداکردن مادرش انجام داده است. بخش زیادی از این سفر را با دوچرخه می‌گذراند، به‌دلیل استراحت‌کردن روی دوچرخه به‌شیوه‌ای که ناشایست تلقی می‌شود، دستگیر می‌شود، اما بی‌سروصدا آزاد می‌گردد. او در مسیر خود از شهر به شهری ناشناس و در حومه‌های بی‌نام، با مجموعه‌ای از شخصیت‌های عجیب‌وغریب روبه‌رو می‌شود: پیرمردی با عصا؛ یک پلیس؛ یک کارمند خیریه؛ زنی که او با دوچرخه‌اش از روی سگش رد می‌شود و او را می‌کشد (اسم زن هرگز به‌طور کامل مشخص نمی‌شود: «یک خانم لوی… یا لوس، فراموش کردم، اسم کوچک چیزی شبیه سوفی»)، و زنی دیگر که عاشقش می‌شود («روت» یا شاید «ایدت»)؛ او دوچرخه‌اش را رها می‌کند (که دیگر آن را «دوچرخه» صدا نمی‌زند)، بدون جهت خاصی پیش می‌رود، با «پیرمرد جوانی» ملاقات می‌کند؛ یک زغال‌پز که در جنگل زندگی می‌کند و به او حمله می‌کند و وحشیانه کتکش می‌زند.
بخش دوم را کارآگاهی خصوصی به نام جک موران روایت می‌کند که از رئیس مرموزش، یودی، مأموریت می‌یابد تا مُلوی را پیدا کند. این روایت (بخش دوم) با این جمله آغاز می‌شود:
نیمه‌شب‭ ‬است‭. ‬باران‭ ‬به‭ ‬پنجره‌ها‭ ‬می‌خورَد
‭. ‬
او به‌همراه پسر سرکش خود که او هم جک نام دارد، به راه می‌افتد. آن‌ها در سراسر حومهٔ شهر سرگردان‌اند، با آب‌وهوا و کمبود غذا و فرسودگی ناگهانی بدن موران، بیشتر و بیشتر گرفتار می‌شوند. او پسرش را برای خرید دوچرخه می‌فرستد و درحالی‌که پسرش رفته است، موران با دو مرد عجیب‌وغریب برخورد می‌کند که او یکی از آن‌ها را به قتل می‌رساند (به‌شیوه‌ای مشابه با مُلوی) و سپس جسد او را در جنگل پنهان می‌کند. در نهایت پسر ناپدید می‌شود و او به‌سختی به خانه بازمی‌گردد. در این بخش از اثر، موران شروع به طرح پرسش‌های عجیب الهیاتی می‌کند که به‌نظر می‌رسد او را در حال دیوانه‌شدن نشان می‌دهد. موران که اکنون به خانهٔ خود بازگشته است که در وضعیتی ویران و غیرقابل استفاده قرار دارد، به بحث دربارهٔ وضعیت کنونی‌اش روی می‌آورد. شروع به استفاده از عصا کرده است، درست مانند کاری که مُلوی در ابتدای رمان انجام می‌دهد. همچنین صدایی که به‌طور پراکنده در سراسر بخش او از متن ظاهر شده بود، به‌طور قابل توجهی شروع به هدایت اعمال او می‌کند. رمان با توضیح موران دربارهٔ این که صدا به او گفته است «گزارش را بنویس» به پایان می‌رسد:
بعد برگشتم توی خانه و نوشتم، نیمه‌شب است. باران به پنجره‌ها می‌خورَد. نیمه‌شب نبود. باران نمی‌آمد.
بدین ترتیب، موران واقعیت را رها می‌کند و شروع به فرورفتن در فرمان این «صدا» می‌کند که ممکن است در واقع نشانگر آفرینش واقعی مُلوی باشد. به‌دلیل توالی کتاب از بخش اول به بخش دوم، خواننده به این باور هدایت می‌شود که زمان به روشی مشابه می‌گذرد؛ بااین‌حال، بخش دوم را می‌توان مقدمه‌ای بر بخش اول خواند.

## اهمیت ادبی و میراث
سه‌گانهٔ بکت به‌طور کلی به‌عنوان یکی از مهم‌ترین آثار ادبی قرن بیستم و مهم‌ترین اثر غیرنمایشی در کل آثار او در نظر گرفته می‌شود.
تیم پارکسِ رمان‌نویس، در نوشته‌ای در روزنامهٔ تلگراف، تأثیر این اثر بر خود را توصیف می‌کند: «مُلوی کاملاً حس مرا نسبت به آنچه می‌توان با ادبیات انجام داد، دگرگون کرد. شما با صدایی فوق‌العاده جذاب و طنزآمیز روبه‌رو هستید که رویدادهای دور در زندگی راوی را به یاد می‌آورد ــ تلاشی برای یافتن مادرش برای درخواست پول از او ــ بااین‌حال، همان‌طور که می‌خوانید، هر فرضیهٔ معمولی که دربارهٔ رمان‌ها دارید از شما سلب می‌شود، محیط، هویت شخصیت‌ها، طرح زمانی، و حتی واقعیت خود رویدادها. در نهایت، هیچ چیز جز این قطعی نیست که صدا همچنان به تلاش برای کنارهم‌گذاشتن یک زندگی و درک آن تا زمانی که مرگ داستان را تمام می‌کند، ادامه دهد.»
نیویورک تایمز با مقایسهٔ «مُلوی» با رمان‌های پیش از آن نوشت که این تجربه «شگفت‌زده‌شدن دوباره از سرعت و پیش‌برنده‌گی نثر بود. انرژی ناگهان فوری و به کاوش در یک منظر درونی، کاوشی پرشور و وسواس‌آمیز دربارهٔ هستی، هدایت می‌شود.»
برایان ایونسون در مصاحبه‌ای گفت: «به نظر من اگر نویسندگان بیشتری «مُلوی» را می‌شناختند، داستان‌های معاصر آمریکایی جالب‌تر می‌شدند.»
ولادیمیر نابوکوف آن را یکی از کتاب‌های مورد علاقهٔ خود از بکت می‌دانست.